# Bird Machine
Bird Machine è un album in studio della band indie rock americana Sparklehorse. È stato pubblicato l'8 settembre 2023 dall'etichetta Anti-.

## Descrizione

### Registrazione e pubblicazione
La musica di Bird Machine è stata registrata da Sparklehorse prima del suicidio di Mark Linkous nel 2010. Il fratello di Linkous, Matt, ha supervisionato la musica inedita e ha trovato il brano It Will Never Stop nel 2022. Nel giugno 2023 è stato annunciato l'album completo, composto da registrazioni più vecchie, con aggiunte fatte da Matt e Melissa Linkous. Le tracce iniziali furono registrate con Steve Albini e dovevano essere il quinto album in studio della band prima di collaborare con Danger Mouse per Dark Night of the Soul. Scull of Lucia è stato presentato in anteprima l'11 luglio.

## Tracce
1. It Will Never Stop – 1:50
2. Kind Ghosts – 2:52
3. Evening Star Supercharger – 3:46
4. O Child – 4:20
5. Falling Down – 3:34
6. I Fucked It Up – 1:42
7. Hello Lord – 4:08
8. Daddy’s Gone – 2:49
9. Chaos of the Universe – 3:58
10. Listening to the Higsons – 3:01
11. Everybody’s Gone to Sleep – 4:31
12. Scull of Lucia – 4:11
13. Blue – 1:24
14. Stay – 1:41